# Tour de France 1992
Il Tour de France 1992, settantanovesima edizione della corsa, si svolse in ventuno tappe precedute da un prologo iniziale, dal 4 luglio al 26 luglio 1992, per un percorso totale di 3 983 km.
Fu vinto per la seconda volta consecutiva dal passista-cronoman spagnolo Miguel Indurain (al secondo podio assoluto colto nella Grande Boucle e sempre sul gradino più alto). Si trattò della quinta edizione della corsa a tappe francese che vide il trionfo di un corridore spagnolo. Indurain fu il primo ciclista spagnolo ad imporsi per due volte al Tour de France. Per il campione navarro questa rappresenterà la seconda di cinque vittorie consecutive della Grande Boucle.
In questa annata ad Indurain riuscì l'accoppiata vincente Giro d'Italia-Tour de France; egli diventò, così, il sesto ciclista della storia capace di effettuare questa impresa, dopo Fausto Coppi (1949 e 1952), Jacques Anquetil (1964), Eddy Merckx (1970, 1972 e 1974), Bernard Hinault (1982 e 1985) e Stephen Roche (1987). Lo spagnolo si ripeterà anche l'anno seguente.
Indurain (al secondo podio al Tour) terminò in 100h49'30", davanti a due corridori italiani che, nell'occasione, si scambiarono le posizioni rispetto all'edizione precedente della Grande Boucle. Al secondo posto della classifica generale si piazzò lo scalatore varesotto Claudio Chiappucci (per la terza ed ultima volta, peraltro consecutiva, sul podio di Parigi). Al terzo posto della graduatoria generale si piazzò il passista-scalatore e finisseur brianzolo Gianni Bugno (per la seconda ed ultima volta, peraltro consecutiva, sul podio dei Campi Elisi).  
Mai era accaduto che due italiani fossero saliti contemporaneamente sul podio del Tour per due edizioni di fila: Chiappucci e Bugno, tra l'altro acerrimi rivali, sono stati i protagonisti di tale primato tuttora esistente.

## Tappe
| Tappa  | Data      | Percorso                                                  | km    | Vincitore di tappa   | Leader cl. generale |
| ------ | --------- | --------------------------------------------------------- | ----- | -------------------- | ------------------- |
| prol.  | 4 luglio  | San Sebastián (ESP) (cron. individuale)                   | 8     | Miguel Indurain      | Miguel Indurain     |
| 1ª     | 5 luglio  | San Sebastián (ESP) > San Sebastián (ESP)                 | 194,5 | Dominique Arnould    | Alex Zülle          |
| 2ª     | 6 luglio  | San Sebastián (ESP) > Pau                                 | 255   | Javier Murguialday   | Richard Virenque    |
| 3ª     | 7 luglio  | Pau > Bordeaux                                            | 218   | Rob Harmeling        | Pascal Lino         |
| 4ª     | 8 luglio  | Libourne > Libourne (cron. a squadre)                     | 63,5  | Panasonic            | Pascal Lino         |
| 5ª     | 9 luglio  | Nogent-sur-Oise > Wasquehal                               | 196   | Guido Bontempi       | Pascal Lino         |
| 6ª     | 10 luglio | Roubaix > Bruxelles (BEL)                                 | 167   | Laurent Jalabert     | Pascal Lino         |
| 7ª     | 11 luglio | Bruxelles (BEL) > Valkenburg (NLD)                        | 196,5 | Gilles Delion        | Pascal Lino         |
| 8ª     | 12 luglio | Valkenburg (NLD) > Coblenza (DEU)                         | 206,5 | Jan Nevens           | Pascal Lino         |
| 9ª     | 13 luglio | Lussemburgo (LUX) > Lussemburgo (LUX) (cron. individuale) | 65    | Miguel Indurain      | Pascal Lino         |
| 10ª    | 14 luglio | Lussemburgo (LUX) > Strasburgo                            | 217   | Jean-Paul van Poppel | Pascal Lino         |
| 11ª    | 15 luglio | Strasburgo > Mulhouse                                     | 249,5 | Laurent Fignon       | Pascal Lino         |
|        | 16 luglio | giorno di riposo                                          |       |                      |                     |
| 12ª    | 17 luglio | Dole > Saint-Gervais-les-Bains-Monte Bianco               | 267,5 | Rolf Järmann         | Pascal Lino         |
| 13ª    | 18 luglio | Saint-Gervais-les-Bains > Sestriere (ITA)                 | 254,5 | Claudio Chiappucci   | Miguel Indurain     |
| 14ª    | 19 luglio | Sestriere (ITA) > Alpe d'Huez                             | 186,5 | Andrew Hampsten      | Miguel Indurain     |
| 15ª    | 20 luglio | Le Bourg-d'Oisans > Saint-Étienne                         | 198   | Franco Chioccioli    | Miguel Indurain     |
| 16ª    | 21 luglio | Saint-Étienne > La Bourboule                              | 212   | Stephen Roche        | Miguel Indurain     |
| 17ª    | 22 luglio | La Bourboule > Montluçon                                  | 189   | Jean-Claude Colotti  | Miguel Indurain     |
| 18ª    | 23 luglio | Montluçon > Tours                                         | 212   | Thierry Marie        | Miguel Indurain     |
| 19ª    | 24 luglio | Tours > Blois (cron. individuale)                         | 64    | Miguel Indurain      | Miguel Indurain     |
| 20ª    | 25 luglio | Blois > Nanterre                                          | 222   | Peter De Clercq      | Miguel Indurain     |
| 21ª    | 26 luglio | La Défense > Parigi                                       | 175   | Olaf Ludwig          | Miguel Indurain     |
| Totale | Totale    | Totale                                                    | 3 983 |                      |                     |

## Squadre e corridori partecipanti
| N.      | Cod. | Squadra                  |
| ------- | ---- | ------------------------ |
| 1-9     | BAN  | Banesto                  |
| 11-19   | GAT  | Gatorade-Chateau d'Ax    |
| 21-29   | CAR  | Carrera-Vagabond-Tassoni |
| 31-39   | RMO  | R.M.O.                   |
| 41-49   | CAS  | Castorama                |
| 51-59   | Z    | Z                        |
| 61-69   | MOT  | Motorola                 |
| 71-79   | HEV  | Helvetia-Fichtel & Sachs |
| 81-89   | ONC  | ONCE                     |
| 91-99   | TVM  | TVM-Sanyo                |
| 101-109 | PAN  | Panasonic-Sportlife      |

| N.      | Cod. | Squadra               |
| ------- | ---- | --------------------- |
| 111-119 | RYA  | Ryalcao-Postobón      |
| 121-129 | AMA  | Amaya Seguros         |
| 131-139 | BUC  | Buckler-Colnago-Decca |
| 141-149 | ARI  | Ariostea              |
| 151-159 | TEL  | Telekom-Merckx        |
| 161-169 | CLA  | CLAS-Cajastur         |
| 171-179 | LOT  | Lotto-Mavic-MBK       |
| 181-189 | FES  | Lotus-Festina         |
| 191-199 | GBM  | GB-MG Maglificio      |
| 201-209 | TUL  | Tulip Computers       |
| 211-219 | PDM  | PDM-Ultima-Concorde   |

## Resoconto degli eventi

La vittoria di Claudio Chiappucci al Sestriere

Al Tour de France 1992 parteciparono 198 corridori, dei quali 130 giunsero a Parigi. Le squadre partecipanti erano 5 spagnole, 4 olandesi, 4 italiane, 3 francesi, 2 belghe, 1 svizzera, 1 tedesca, 1 statunitense, 1 colombiana. I corridori partecipanti erano 36 francesi, 30 spagnoli, 26 italiani, 24 belgi, 17 olandesi, 14 tedeschi, 10 colombiani, 8 svizzeri, 5 statunitensi, 4 australiani, 3 russi, 3 irlandesi, 2 britannici, 2 lituani, 1 canadese, 1 uzbeko, 1 portoghese, 1 messicano, 1 austriaco, 1 polacco, 1 norvegese.
Il Tour iniziò a San Sebastián, nei Paesi Baschi, e terminò come di consueto agli Champs-Élysées, vinto per la seconda volta dallo spagnolo Miguel Indurain; come l'anno passato, sul podio salirono ancora gli italiani Gianni Bugno e Claudio Chiappucci, ma a posizioni invertite rispetto all'edizione precedente.
Indurain si assicurò la vittoria vincendo tutte e tre le cronometro. In totale, il navarro fu maglia gialla al termine di dieci prove su un totale di ventidue (considerando come unità anche il cronoprologo, peraltro da lui stesso vinto); egli risultò pure, con tre successi di tappa, il corridore ad ottenere il maggior numero di successi parziali di tale edizione.
Chiappucci dominò sulle salite, aggiudicandosi la maglia a pois e la tredicesima tappa al Sestriere, che vinse in modo memorabile, dopo oltre 200 km di fuga solitaria e dopo aver avuto la maglia gialla virtuale per buona parte della tappa stessa. Al termine della stessa tappa Indurain indossò definitivamente la maglia gialla. 
Venti anni dopo l'impresa solitaria al Sestriere, nel 2012, Chiappucci è tornato in bicicletta sulle rampe della salita al fine di commemorare un evento rimasto impresso nella mente dei tifosi, tanto da richiamare i ricordi di un vecchio ciclismo dal sapore epico.

## Classifiche finali

### Classifica generale - Maglia gialla
| Pos. | Corridore          | Squadra    | Tempo      |
| ---- | ------------------ | ---------- | ---------- |
| 1    | Miguel Indurain    | Banesto    | 100h49'30" |
| 2    | Claudio Chiappucci | Carrera    | a 4'35"    |
| 3    | Gianni Bugno       | Gatorade   | a 10'49"   |
| 4    | Andrew Hampsten    | Motorola   | a 13'40"   |
| 5    | Pascal Lino        | R.M.O.     | a 14'37"   |
| 6    | Pedro Delgado      | Banesto    | a 15'16"   |
| 7    | Erik Breukink      | PDM-Ultima | a 18'51"   |
| 8    | Giancarlo Perini   | Carrera    | a 19'16"   |
| 9    | Stephen Roche      | Carrera    | a 20'23"   |
| 10   | Jens Heppner       | Telekom    | a 25'30"   |

### Classifica a punti - Maglia verde
| Pos. | Corridore          | Squadra | Punti |
| ---- | ------------------ | ------- | ----- |
| 1    | Laurent Jalabert   | ONCE    | 293   |
| 2    | Johan Museeuw      | Lotto   | 262   |
| 3    | Claudio Chiappucci | Carrera | 202   |

### Classifica scalatori - Maglia a pois
| Pos. | Corridore          | Squadra     | Punti |
| ---- | ------------------ | ----------- | ----- |
| 1    | Claudio Chiappucci | Carrera     | 410   |
| 2    | Richard Virenque   | R.M.O.      | 245   |
| 3    | Franco Chioccioli  | GB-MG Magl. | 209   |

### Classifica giovani - Maglia bianca
| Pos. | Corridore        | Squadra     | Tempo      |
| ---- | ---------------- | ----------- | ---------- |
| 1    | Eddy Bouwmans    | Panasonic   | 101h18'05" |
| 2    | Richard Virenque | R.M.O.      | a 17'26"   |
| 3    | Jim van de Laer  | Tulip Comp. | a 31'54"   |

### Classifica a squadre - Numero giallo
| Pos. | Squadra                  | Tempo |
| ---- | ------------------------ | ----- |
| 1    | Carrera-Vagabond-Tassoni | ?     |
| 2    | Banesto                  | ?     |
| 3    | CLAS-Cajastur            | ?     |